# ヤエギス科
ヤエギス科（学名：Caristiidae）は、スズキ目スズキ亜目に所属する魚類の分類群の一つ。4属からなり、ヤエギスなど外洋遊泳性の深海魚のみ19種が含まれる。

## 分布・生態
ヤエギス科の魚類はすべて海水魚で、世界中の外洋に幅広く分布する。海底から離れた深海の中層を漂泳し、水深200-1,000mの中深層にかけて多い。本科魚類の生活史はほとんどわかっていないが、その食性を含め、深海性のクダクラゲと密接に関連した生活を送ると考えられている。

## 形態
体高は高く、左右に平たく側扁する。切り立った形状の頭部をもち、前端に大きな眼をもつ。体長は最大でも30cm程度。
大きな背鰭と、長い腹鰭が本科魚類の特徴となっている。背鰭の基底は長く頭部に起始し、前半部の鰭条が伸長するものもある。腹鰭は1棘5軟条で胸鰭基底の前後に位置し、その鰭条は細長く伸びる。胸鰭の鰭条は16-21本で、臀鰭は棘条を持たず17-22本の軟条で構成される。尾鰭の分枝鰭条は15本。鰓条骨は7本、椎骨は35-40個。
ヤエギス属とサンリクヤエギス属は、眼の後端に達する大きな口、明瞭な側線、伸縮性のある柔軟な鰭条などの特徴を有する。一方、コクチヤエギス属と Neocaristius 属では、口は小さく側線は不明瞭で、鰭条は壊れやすく脆弱である。

## 分類
ヤエギス科にはNelson（2016）の体系において、4属19種が認められている。
本科はかつてキンメダイ目に含められていたが、腹鰭と尾鰭の鰭条数などの特徴から、1960年代以降はスズキ目の内部に置かれるようになっている。Nelson（2006）の時点では2属5種にとどまっていたものの、2010年代に相次いで新種記載がなされた。

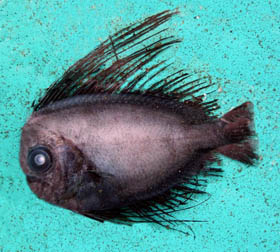
ヤエギス（Caristius macropus）。北太平洋の水深500-1,400mに分布する

- コクチヤエギス属[7] Paracaristius
  - コクチヤエギス[7] Paracaristius nudarcus
  - マデイラコクチヤエギス[8] Paracaristius maderensis
  - Paracaristius aquilus
  - Paracaristius nemorosus
- サンリクヤエギス属[8] Platyberyx
  - イロジロヤエギス[8] Platyberyx andriashevi
  - サンリクヤエギス[8] Platyberyx rhyton
  - シャモジヤエギス[8] Platyberyx mauli
  - Platyberyx opalescens
  - Platyberyx paucus
  - Platyberyx pietschi
- ヤエギス属 Caristius
  - ヤエギス Caristius macropus
  - Caristius barsukovi
  - Caristius digitus
  - Caristius fasciatus
  - Caristius japonicus
  - Caristius litvinovi
  - Caristius meridionalis
  - Caristius walvisensis
- Neocaristius 属
  - Neocaristius heemstrai